# 賀元
賀元（1972年—），生於台灣台北市，企業家。他是台灣最早一批網路創業者之一，為《資迅人》共同創辦人。現為Light Harmonic董事長。

## 經歷
臺北建國中學畢業，大學國立交通大學電子工程系。大學畢業後，進入台灣大學商研所碩士班。1995年11月，與薛曉嵐共同創辦《資迅人》。
1997年，推出 IQ Search 全网全文搜索，以及中文即时通讯软件 CICQ。后续獲得美商英特爾公司新台幣一億元的投資。
1998年，推出電子商務網站酷必得，為當時臺灣電子商務與拍賣網站首位。在當時被認為是青年創業成功代表之一。
1999年 陸續獲得高盛銀行與花旗銀行領投並擴充到中國大陸市場。
2000年，申請NASDAQ上市，至2001年，因為上市推遲與擴展過速問題，資迅人公司分拆為酷必得與CICQ、8d8d，後續被台湾威達4G电讯與Lycos Asia收购。
2007年，賀元前往北京工作。擔任ezPeer中國區總經理。2008年進入同一集團驊訊電子担任软件事业群资深副总。
2011年，賀元再赴美國加州，成立Light Harmonic公司，研發生產汽車與移動影音器材的硬體與技術。并推出全球首款384K数字音频转换器達芬奇DAC。
2014年 DSD over PCM（DoP）国际行业标准委员会和最终版本1.1规范的規範委員。
2016年，為特斯拉 Model S電動汽車打造了首個完整的高清放大器和揚聲器系統。
2017年应用多层强磁场与超高节能放大器技术，为特斯拉Model S電動車开发了高阶音响系统。
2019年Light Harmonic 获 WeCapital 投资；继续深耕电动车与高端家用音频市场。

## 出版書籍
1994年：世纪末软体革命. 
1998年：世纪末软体革命 2

## 外部連結
- 《Inside》從網路泡沫到與 Tesla 攜手，台灣傳奇創業家賀元 （页面存档备份，存于）
- 《數位時代》盧諭緯：賀元談網路創業人生：總是要有熱血的人出來衝撞社會! （页面存档备份，存于）
- 《遠見雜誌》楊方儒：驊訊電子副總經理賀元的網路奮鬥 （页面存档备份，存于）
- 《天下》「資迅人」　台灣版「雅虎」傳奇 （页面存档备份，存于）